# 동서울대학교
동서울대학교(東서울大學校, Dong Seoul University)는 경기도 성남시에 위치한 대한민국의 사립 전문대학이다.

## 연혁
1977년 12월 3일, 학교법인 제석학원에 의하여 대유공업전문학교가 설립되었다. 이듬해 3월 15일 개교하였다. 1979년 1월 1일, 전문대학으로 승격되며 대유공업전문대학으로 교명을 변경했다. 1992년 7월, 학교법인 학산학원에 인수되었다. 1998년 6월 1일, 동서울대학으로 교명을 변경했다. 2011년 11월 20일, 동서울대학교로 교명을 변경하여 현재에 이르고 있다.
한편, 2015년 실시된 대학구조개혁평가에서 D+를 받은 이력이 있다. 다만 2017년 재평가 결과 받았던 재정 지원 제한 조치가 해제되었다.

## 노동자 휴게실 개편
5~6시부터 출근해야 하는 청소노동자들과 교대로 야간 당직을 서야하는 경비원 등 취약 노동자들의 휴식을 위해 청소노동자 휴게실을 마련하였다. 경기도 지원을 받아 2020년 8월 리모델링을 시작해 12월에 공사를 마쳤다. 청소·경비 노동자는 "겨울이 따뜻했다"고 하였다.
동서울대학교에서 20년 동안 근무한 A씨는 지난해 도의 지원으로 휴게실 리모델링 이후에 느낀 가장 큰 변화로 겨울에 따뜻하게 여름에 시원하게 쉴 수 있게 됐다는 것이었다.
김 모씨는 “도 지원으로 바닥에 전기 보일러가 설치돼 이번 겨울을 따뜻하게 날 수 있었다. 리모델링과 함께 에어컨 역시 새 제품으로 바꿔 여름에도 많은 덕을 볼 것 같다”며 만족해했다.
동서울대학교 전병수 관리소장도 “학교와 도의 도움을 받아 일하시는 분들이 보다 편안하고 안전한 환경에서 쉴 수 있게 돼 감사하다”며 “일하시는 분들이 잠깐을 쉬더라도 마음 편히 쉴 수 있는 공간이 됐으면 좋겠다”며 바람을 밝혔다.

## 교육편제
동서울대학교는 공학, 자연과학, 인문사회, 예체능 등 4개 계열을 자체적으로 설정하고 33개 학과를 설치하여 전문학사 학위 과정을 교수하고 있다.

## 캠퍼스 풍경
동서울대학교는 경기도 소재 사립 전문대학으로, 복정동에 캠퍼스가 소재한다. 캠퍼스 내 약 11동의 건축물이 위치한다. 캠퍼스 서측의 복정로, 성남대로 등을 통해 캠퍼스 진입이 가능하다.

## 같이 보기
- 대한민국의 대학 목록
- 대한민국의 교육